# Lilly Pulitzer
Pour les articles homonymes, voir Pulitzer.
Lilly Pulitzer, née le 10 novembre 1931 à Roslyn (État de New York) et morte le 7 avril 2013 à Palm Beach (Floride), est une milliardaire, socialite et styliste américaine. Elle est la créatrice d'une marque de robes à motifs colorées, dites « robes Lilly », l'un des symboles du style preppy de l'Amérique prospère et insouciante des années 1960, qui participèrent également d'un assouplissement des codes vestimentaires.

## Biographie

### Origines et études
Elle est la fille de Lillian Botswick Philipps, héritière Rockefeller, qui quitte son mari Robert McKim en 1937 pour se mettre en couple avec Odgen Phipps, héritier Carnegie[Lequel ?]. La famille mène une vie très aisée, entre Manhattan, Long Island et Palm Beach, où elle possède la propriété de style mauresque El Mirasol et y organise des fêtes. La jeune Lilly voit alors passer chez ses parents des personnalités comme Truman Capote et Gloria Guinness (en). Elle étudie à la Miss Porter's School (en) à Farmington (Connecticut), où les élèves, venant toutes de milieux similaires, suivent un enseignement exigeant et strict. Diplômée en 1949, elle ne poursuit pas sa scolarité au Vassar College comme le souhaitaient ses parents et rejoint le Frontier Nursing Service (en), une organisation qui fédère des infirmières à cheval dispensant des soins médicaux dans des zones rurales. Elle part donc pour le Kentucky.

### Unesocialiteennuyée et anticonformiste à Palm Spring

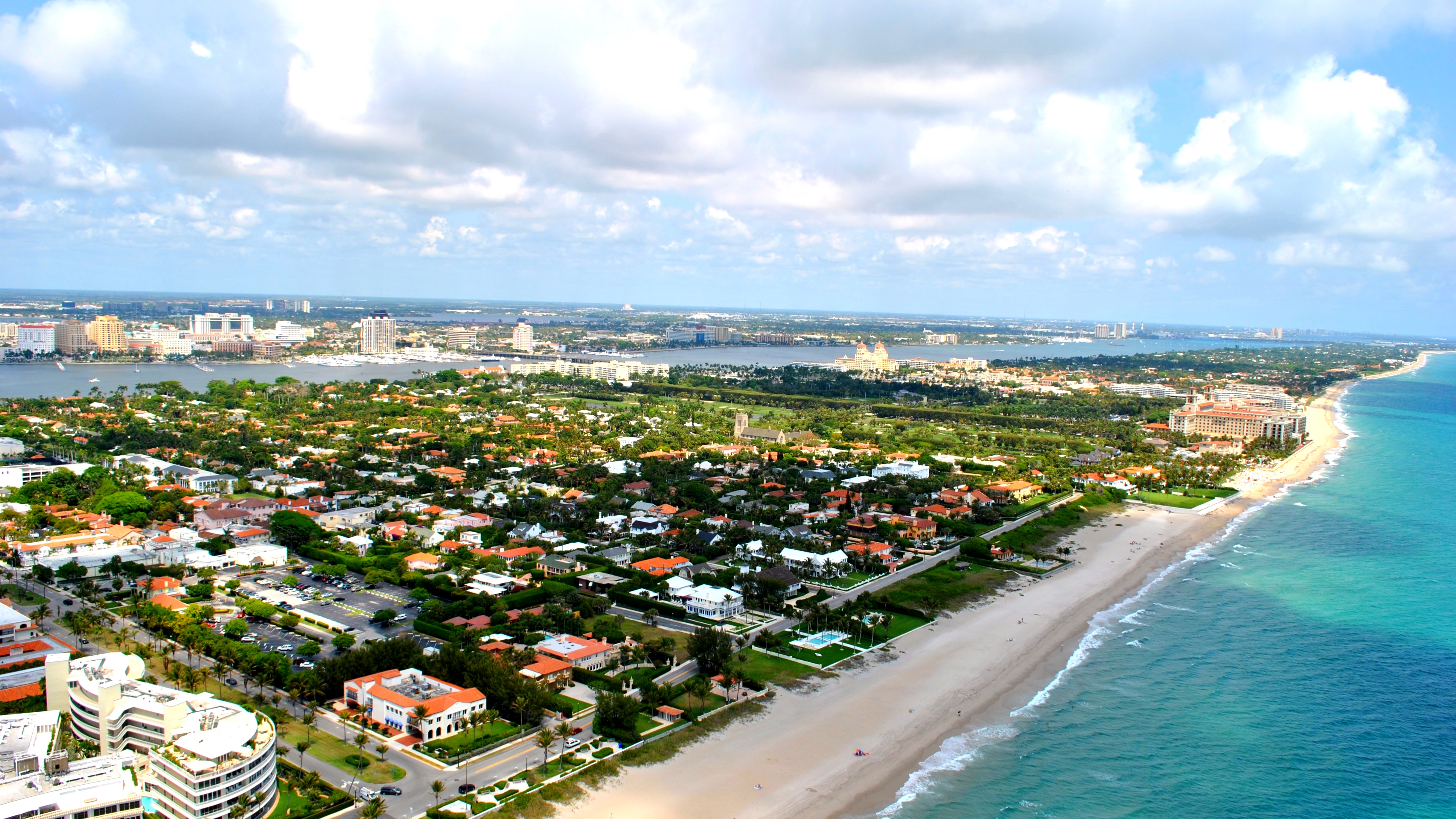
Palm Beach (Floride).

Après avoir entamé une liaison secrète avec le frère d'une amie, le playboy Herbert Pulitzer, elle se marie avec en mai 1952, à la stupéfaction de son entourage. Ils auront trois enfants. Herbert Pulitzer investit dans des ranchs, des magasins d'alcool, des hôtels et des orangeries, choisissant — à la différence de la plupart des autres familles huppées de la côte Est des États-Unis, qui ne passaient que la saison d'hiver à Palm Beach — d'y vivre toute l'année. Malgré leur grande fortune, leur mode de vie est beaucoup plus décontracté que celui de leurs riches amis : ils fréquentent peu les country club, les soirées mondaines et les galas de charité mais donnent par exemple des fêtes sur la plage qui borde leur demeure, sans personnel ni attitude guindée, et avec des invités divers, connus ou non. Décrite comme fraîche, populaire et spontanée, Lilly Pulitzer se distingue des conventions. Selon Diana Vreeland, rédactrice en chef de Vogue, « elle était dotée d'un charme bien à elle, dû en grande partie à son enthousiasme inné ».
En 1957, elle est hospitalisée dans une clinique de New York après une dépression, prise entre la fatigue et l'ennui. Pour s'occuper, elle aide alors son mari à vendre des cargaisons d'orange, en faisant la tournée de la ville avec sa voiture, après qu'il en ait ramené une cargaison du comté d'Indian River par avion privé. Elle raconte a posteriori : « J'ai fini par rencontrer chaque chef, chaque majordome, chaque membre du personnel de maison à Palm Beach. En quelques mois, tout en m'amusant, j'ai gagné 30 000 dollars ». En 1959, toujours pour s'occuper, elle monte un stand de jus d'orange dans la rue et y presse les fruits, pieds nus devant les clients. Terminant cependant chaque journée salie, elle s'empresse d'acheter du tissu et confectionne pour elle-même douze robes de couleur à même le stand, plus appropriées pour son « travail ».

### Succès des «robes Lilly»
Cependant, ses robes plaisent à ses amies socialites, qu'elle se met aussi à vendre et lui rapportent bientôt plus que les jus de fruit. Elle arrête finalement les oranges et fonde l'entreprise Lilly Pulitzer Inc. la même année. Au début du siècle, des maisons de couture européennes (Lanvin ou encore Paquin) avaient déjà créé des lignes de vêtements de vacances, que prisaient les Américains en villégiature à Palm Beach, mais les créations de Lilly Pulitzer sont d'ordre beaucoup plus artisanal. Sans aucune formation dans le milieu de la mode, elle crée des robes très simples mais sans vulgarité, réalisées à partir de divers tissus légers et colorés à motifs (fleurs, fruits, etc.). Décontractée, cette robe à trois trous peut se porter autant au travail qu'au jardin. Lilly Pulitzer poursuit au sujet des motifs qui parsèment ses tenues : « À l'époque, mes collections s'inspiraient de ce qui me passait par la tête : fruits, légumes, politique, paons. C'était un changement de vie complet pour moi, mais les gens étaient contents, alors moi aussi ».
En 1960, John Fitzgerald Kennedy est élu président, ce qui attire l'attention mondiale sur Palm Beach, où le nouveau chef d'État américain aime passer ses vacances. La Première dame Jackie Kennedy, qui porte les créations de Lilly, participe encore plus à populariser ce vêtement chez les riches Américaines. Le couple présidentiel souhaite en effet moderniser la présidence, et le style vestimentaire en fait partie. En parallèle, la mode occidentale rompt dans les années 1960 avec beaucoup de codes, portée par la révolution des mœurs et de la jeunesse : des créateurs comme Mary Quant, Paco Rabanne ou Emilio Pucci raccourcissent les vêtements et les couleurs vives, voire les motifs psychédéliques, sont tendances. Un article de Vanity Fair explique : « Cette mode se met soudain à combler le fossé entre les classes populaires et les nantis tout en réaffirmant les vertus cardinales chères aux cercles de l'élite », un « luxe sans ostentation à l'esprit protestant ». Occupant ce marché de niche de robes de vacances, Lilly Pulitzer met en scène sa vie à Palm Beach : le photographie Slim Aarons la fait ainsi poser avec ses amies et leurs filles (C. Z. Guest (en), des Vanderbilt, Whitney, Rockefeller, etc.) et ses robes couvrent bientôt de nombreux magazines (Town and Country, Sports Illustrated, Vogue) dans lesquels elle porte ses créations.
La consécration vient d'un article de Life en 1963 intitulé : « A Barefoot Tycoon Makes Lillies Bloom All Over » (« Un magnat aux pieds nus fait fleurir partout des robes Lilly / des lys »). Lilly Pulitzer s'associe ensuite avec Laura Robbins, qui avait été responsable de la mode au magazine Harper's Bazaar, et qui connaît donc tous les rouages du milieu. Elle accompagne ainsi le développement de l'entreprise à l'échelle nationale grâce à son carnet d'adresse. Le succès se poursuit. En 1966, le Washington Post s'enthousiasme : « la robe était tellement populaire qu'à la boutique Lilly de Southampton, on l'emballait fièrement dans un sac en plastique transparent orné de rubans colorés afin que tout le monde admire le modèle choisi, comme une sorte d'étendard ».

### Suite et fin de vie
La marque existe toujours. Parmi les égéries publicitaires des robes Lilly, on peut citer Claudia Schiffer en 1995 pour magasins Saks Fifth Avenue ou encore Kick et Kyra Kennedy, filles de Robert Francis Kennedy Jr..
Lilly Pulitzer divorce en 1969 d'avec Herbert Pulitzer et se remarie la même année avec Enrique Rousseau, qui meurt en 1993. En 2004, elle commence à publier des livres avec le journaliste Jay Mulvaney, dans lesquelles elle défend un mode de vie décontracté (Essentially Lilly : A Guide to Colorful Entertaining et Essentially Lilly : A Guide to Colorful Holidays), et qui sont remarqués pour ses aphorismes. Elle meurt en 2013 ; ses funérailles sont célébrées en l'église Bethesda-by-the-Sea (en) de Palm Beach, où les invités portent pour la plupart des vêtements très colorés,.